# Шерпа (должность)

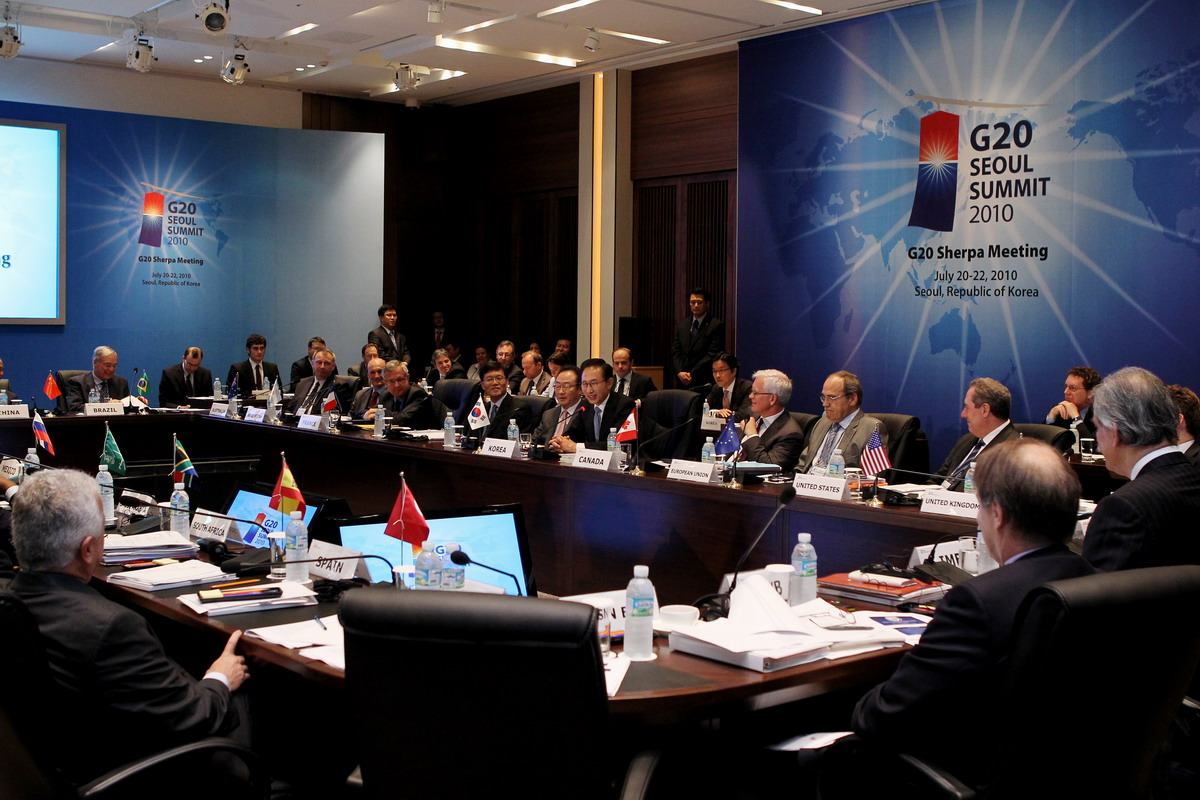
Встреча шерпов в рамках подготовки к саммиту G-20 в Сеуле (2010)

Шерпа — доверенное лицо руководителя страны-члена «Большой двадцатки». Шерпа отвечает за контакты с коллегами из зарубежных государств и подготовку саммита «Большой двадцатки», когда его страна является председателем клуба. Также шерпы занимаются подготовкой повестки дня саммитов и соглашений. Слово происходит от названия непальского народа шерпов, представители которых служат проводниками и помощниками во время альпинистских экспедиций в Гималаи.
Также шерпами официально называют представителей от России в «Большой двадцатке» (G20) и БРИКС.

## Род существительного
Принадлежность данного существительного в указанном значении к женскому роду в русском языке спорна:

Не только журналисты, но и словари современного русского литературного языка колеблются в определении форм и родовой принадлежности этого слова. Так, одни авторы проявляют более свойственный политикам, нежели лингвистам, плюрализм, указывая на равные возможности употребления как несклоняемой формы шерпа (мужского и женского рода), так и существительного шерп, склоняемого по мужскому роду (Т. Ф. Ефремова. Новый словарь русского языка: Толково-словообразовательный. (М., 2000)); другие отмечают равноправие склоняемых форм женского рода шерпа и мужского шерп (Русский орфографический словарь Российской академии наук. Под. ред. В. В. Лопатина (М., 1999)), третьи же однозначно утверждают приоритетность формы мужского рода шерп (Словарь русского языка. Под. ред. А. П. Евгеньевой (М., 1988), М. В. Зарва. Русское словесное ударение (М., 2001))… Однако ни один из них не отрицает наличия в русском языке существительного множественного числа шерпы с формой родительного падежа шерпов.— http://www.gramma.ru/RUS/?id=14.59
В нормативных словарях русского языка — «Орфографическом словаре русского языка» Б. З. Букчиной, И. К. Сазоновой, Л. К. Чельцовой и «Грамматическом словаре русского языка» А. А. Зализняка   — зафиксировано только существительное мужского рода «шерп».

## Российские шерпы
До 1997 г. Россия официально не имела своего шерпы, поскольку не являлась членом «Большой семёрки». Тем не менее, главы государства поручали одному из своих помощников координацию работы по отношениям сначала с «Группой семи», а затем уже — внутри «восьмёрки» (в основном, это были руководители Межведомственной комиссии Российской Федерации по сотрудничеству с международными финансово-экономическими организациями и «Группой семи», образованной Распоряжением Президента РФ № 263-рп от 27 мая 1994 г., которых позже сменили руководители Межведомственной комиссии по участию Российской Федерации в «восьмёрке», образованной Распоряжением Президента РФ № 318-рп от 14 августа 1997 г.). Повестку дня саммита формируют «шерпы» — доверенные лица руководителей стран восьмёрки.
В 1991 г. первым, ещё советским, шерпа (или шерпом) стал Евгений Примаков. Вот как он описывает это в своей книге «Минное поле политики»:

В это время я стал «шерпой» — так называют местных проводников-носильщиков, помогающих иностранцам взбираться на Гималайские вершины. По одному такому помощнику полагается и каждому главе государства, входящего в «семёрку», а затем — в «восьмёрку». У нас, хотя мы в то время ещё не были членами этого клуба, тоже появился «шерпа». В мои обязанности входили предварительные встречи с коллегами с целью подготовки нашего участия в саммите «семёрки» в Лондоне. На 17 июля 1991 г. была назначена встреча глав государств «семёрки» с Горбачёвым.

### Список российских шерпов в G8
- Евгений Примаков — 1991
- Пётр Авен — 1992
- Борис Фёдоров — 1993
- Александр Шохин (27 мая 1994 г., Распоряжение Президента РФ № 263-рп — 6 ноября 1994 г., Указ Президента РФ № 2064)
- Евгений Ясин (ноябрь 1994 г. — апрель 1995 г., формально)
- Анатолий Чубайс (22 апреля 1995 г., Указ Президента РФ № 392 — 19 февраля 1996 г., Распоряжение Президента РФ № 76-рп; 11 апреля 1997 г., Распоряжение Президента РФ 127-рп — 14 августа 1997 г., Распоряжение Президента РФ 318-рп)
- Владимир Каданников (19 февраля 1996 г., Распоряжение Президента РФ № 76-рп — 19 сентября 1996 г., Распоряжение Президента РФ № 474-рп)
- Владимир Потанин (19 сентября 1996 г., Распоряжение Президента РФ № 474-рп — 11 апреля 1997 г., Распоряжение Президента РФ 127-рп)
- Александр Лившиц (11 апреля 1997 г., Распоряжение Президента РФ 127-рп — 5 декабря 1998 г., Распоряжение Президента РФ № 438-рп; 28 июня 1999 г., Распоряжение Президента РФ 209-рп — 26 мая 2000 г., Распоряжение Президента РФ 184-рп)
- Андрей Шаповальянц (5 декабря 1998 г., Распоряжение Президента РФ № 438-рп — 28 июня 1999 г., Распоряжение Президента РФ 209-рп)
- Андрей Илларионов (26 мая 2000 г., Распоряжение Президента РФ 184-рп — 3 января 2005 г., Распоряжение Президента РФ № 3-рп)
- Игорь Шувалов (3 января 2005 г., Распоряжение Президента РФ № 3-рп — 19 мая 2008 г., Распоряжение Президента № 271-рп)
- Аркадий Дворкович (19 мая 2008 г., Распоряжение Президента РФ № 271-рп — 25 июня 2012 г., Распоряжение Президента РФ № 277-рп)
- Алексей Квасов (с 25 июня 2012 г., Распоряжение Президента РФ № 277-рп)

### Список российских шерпов в G20
- Станислав Воскресенский (14 февраля 2012 г., Распоряжение Президента РФ № 55-рп — 8 августа 2012 г., Распоряжение Президента РФ № 367-рп)
- Ксения Юдаева (8 августа 2012 г., Распоряжение Президента РФ № 367-рп — 12 сентября 2013 г.[4], Распоряжение Президента РФ № 343-рп)
- Светлана Лукаш (21 ноября 2013 г., Распоряжение Президента РФ №425-рп)

### Список российских шерпов в БРИКС
- Сергей Рябков[5]

## Известные Шерпы
Жак Аттали (Франция), Паскаль Лами (ЕС), Раймон Барр (Франция), Николас Мейер Ландрут (Германия), Херст Келлер (Германия).